# Amparo de São Francisco
Pour les articles homonymes, voir Amparo.
Amparo de São Francisco est une ville brésilienne du nord de l'État du Sergipe.

## Géographie
Amparo de São Francisco se situe par une latitude de 10° 08' 02" sud et par une longitude de 36° 55' 48" ouest, à une altitude de 12 mètres.
Sa population était de 2 197 habitants au recensement de 2007. La municipalité s'étend sur 35 km2.
Elle fait partie de la microrégion de Propriá, dans la mésorégion Est du Sergipe.